# 963 Iduberga
A 963 Iduberga (ideiglenes jelöléssel 1921 KR) a Naprendszer kisbolygóövében található aszteroida. Karl Wilhelm Reinmuth fedezte fel 1921. október 26-án, Heidelbergben.